# جون غوش
جون غوش (بالإنجليزية: Jon Gooch)‏ هو منتج أسطوانات ودي جيه وموسيقي وملحن بريطاني، ولد في 22 أغسطس 1984 في هارتفوردشير في المملكة المتحدة.

## وصلات خارجية
- الموقع الرسمي
- جون غوش على موقع ميوزك برينز (الإنجليزية)
- جون غوش على موقع ميوزك برينز (الإنجليزية)
- جون غوش على موقع أول ميوزيك (الإنجليزية)
- جون غوش على موقع ديسكوغز (الإنجليزية)
- جون غوش على موقع ديسكوغز (الإنجليزية)